# Jimmy Adamson
James « Jimmy » Adamson, né le 4 avril 1929 à Ashington et mort le 8 novembre 2011, est un footballeur et entraîneur anglais.

## Palmarès
- Champion d'Angleterre en 1960 avec Burnley
- Finaliste de la Coupe d'Angleterre en 1962 avec Burnley
- Élu joueur de l'année du championnat d'Angleterre en 1962